# Народний дитячий хореографічний ансамбль народного танцю «Полуничка»

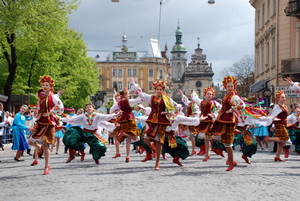
день міста Львова

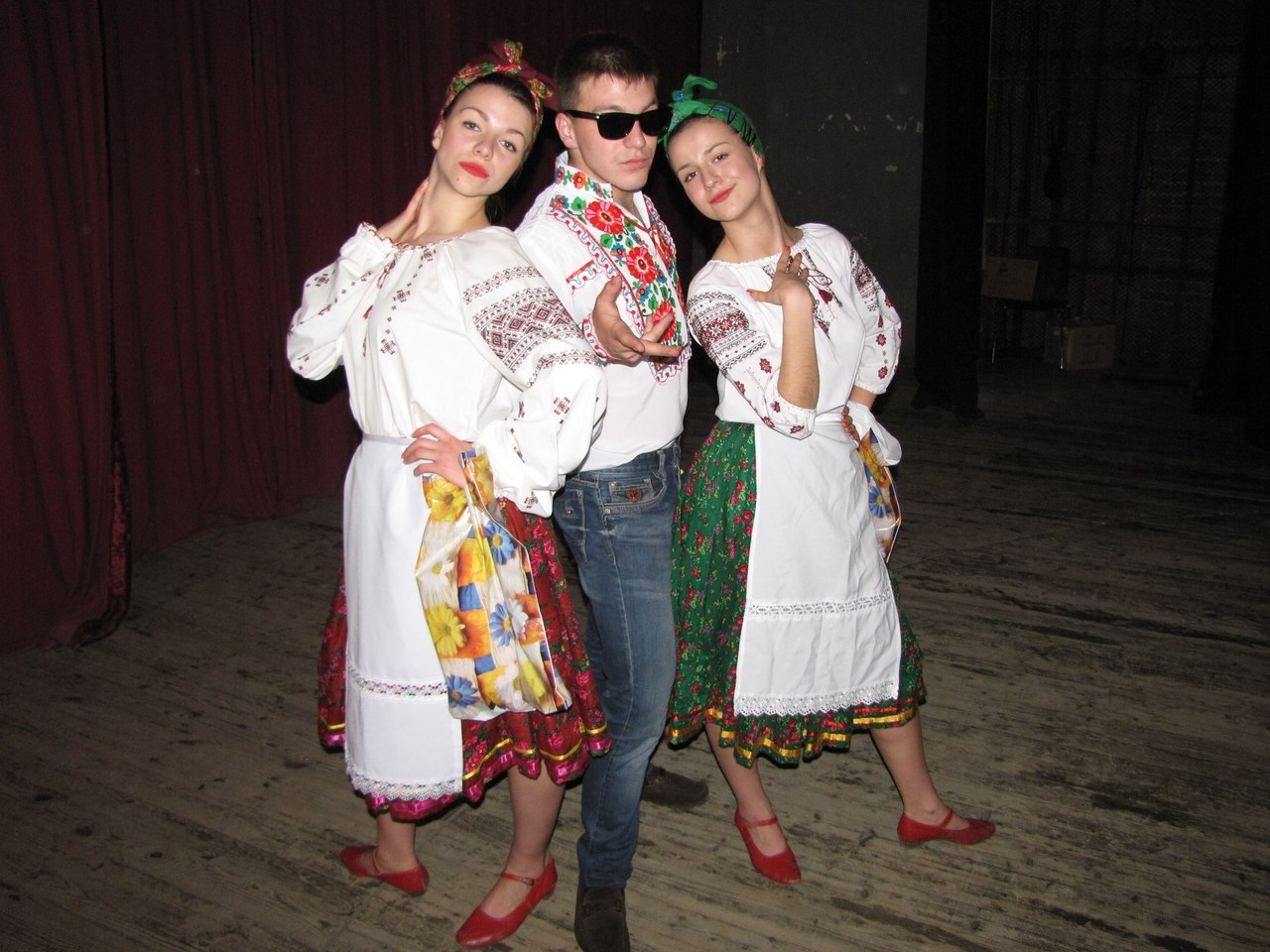
Після концерту

«Полуничка» —народний дитячо-юнацький хореографічний ансамбль народного танцю у Львові.

## Історія

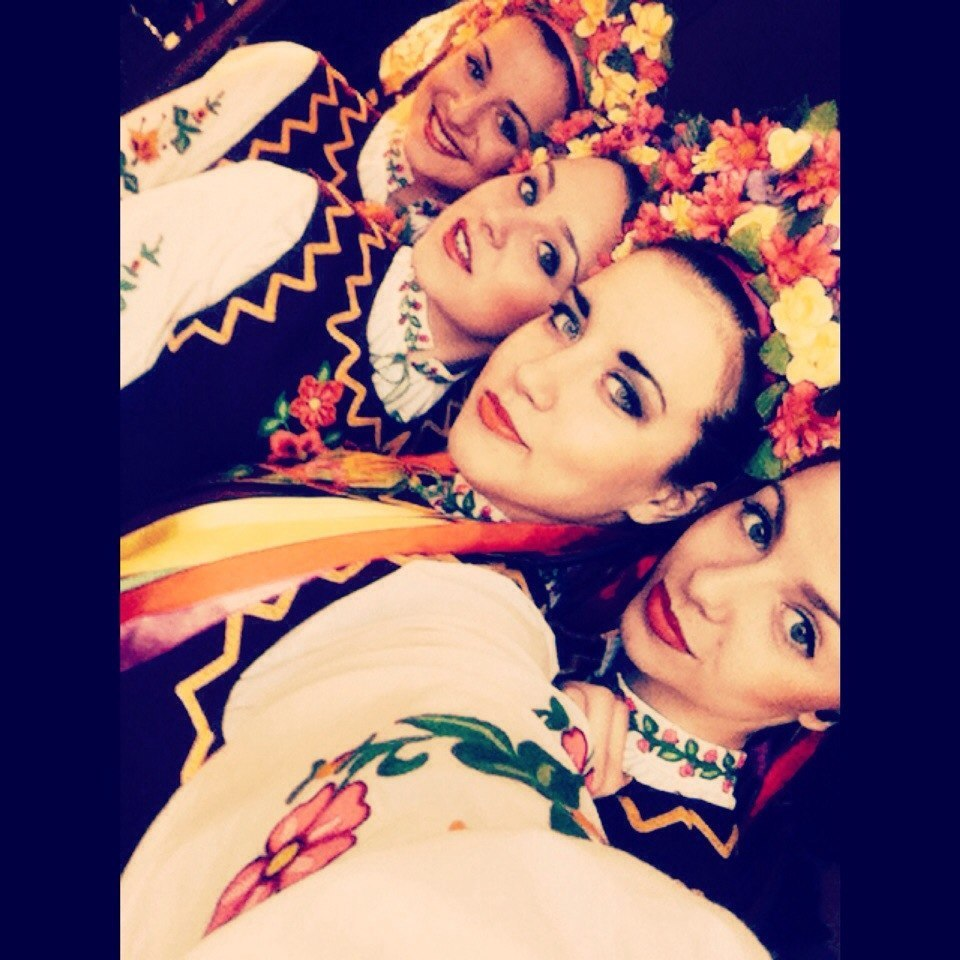
Костюми гопака

Добинда Наталія Григорівна – створила у 1993 році у школі № 53, а пізніше паралельно у школі № 23 Шевченківського р-ну м. Львова танцювальний ансамбль народного танцю «ПОЛУНИЧКА» – це шкільний колектив у двох школах і гімназії (унікальне явище), який є одним цілим колективом. На даний час колектив працює у трьох навчальних закладах – початковій школі III ст. з поглибленим вивченням англійської мови № 53, середній школі № 23 і Львівській гімназії «Престиж» з поглибленим вивченням іноземних мов – і налічує понад 450 дітей. Під керівництвом Наталії Добинди колектив має наступні досягнення:
у 1999 році отримав звання «Зразкового художнього колективу»;
у 2005 році – звання «Народного художнього колективу».
У 2008 році народний дитячий хореографічний ансамбль народного танцю «Полуничка» відзначив своє 15-річчя. За ці роки брав участь і перемагав на фестивалях і конкурсах у таких країнах як Франція, Німеччина, Італія, Фінляндія, Туреччина, Польща, Угорщина, Чехія, Словаччина,Словенія, Австрія, Греція, Сербія, Болгарія, Росія, Швеція, Україна.
У 2003-2004 роках – учасник трьох турів фестивалю-конкурсу «Крок до зірок».
У 2004-2006 роках ансамбль «Полуничка» на запрошення Державної туристичної адміністрації і Національної туристичної організації представляв стенд України на Міжнародних туристичних виставках і торгах:
Міжнародна туристична виставка «ІТВ-2004» і «ITB-2006» (м. Берлін, Німеччина, березень 2004, 2006 р.), де культурна програма України була визнана найкращою серед 175 держав;
Міжнародна туристична виставка «Міжнародні туристичні торги» (м. Познань, Польща, жовтень 2004 р.);
Міжнародна туристична виставка «FERIEN MESSE 2005» (м. Відень, Австрія, січень 2005 р.);
Міжнародна туристична виставка «BIT 2005» (м. Мілан, Італія, лютий 2005 р.).

## Творча діяльність

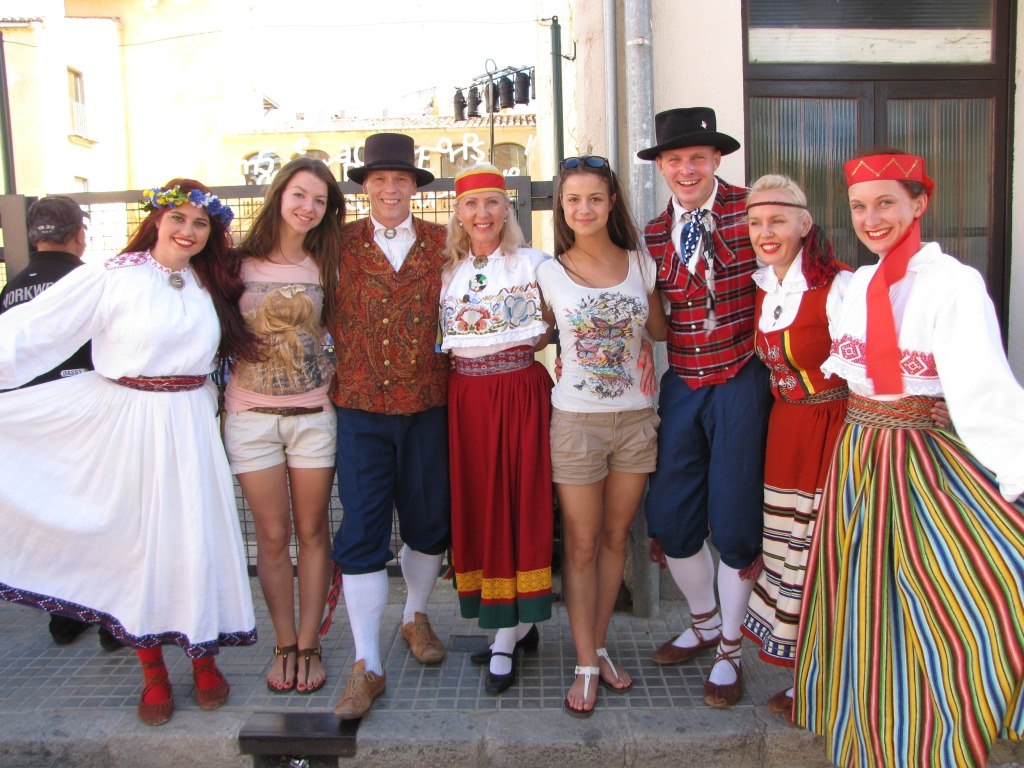
Естонські друзі

У 2005-2013 роках учасники ансамблю здійснили Прощі до Святого міста Люрд (Франція), де виступали перед прочанами зі всього Світу і парафіянами Української греко-католицької церкви – єдиної нефранцузької церкви в Люрді.
З 2006 року «ПОЛУНИЧКА» кожного року виступає на Міжнародному фестивалі «Сонце-радість-краса» у м. Несебр (Болгарія) і завжди займає призові місця.
У 2008 році ансамбль «ПОЛУНИЧКА» взяв участь у Днях України на острові Мадейра (Португалія).
У 2009 році ансамбль відвідав з концертними виступами Санта-Клауса у його селі-резиденції біля м. Рованіємі (Фінляндія). В цьому ж році «ПОЛУНИЧКА» взяла участь у Міжнародному фестивалі дитячої творчості у м. Фетхіє (Туреччина).
У листопаді 2010 року народний дитячий хореографічний ансамбль народного танцю «ПОЛУНИЧКА» організував і провів 2-й Міжнародний фестиваль народного танцю «Полуничка і друзі» (5 країн).
У березні 2011 року «ПОЛУНИЧКА» стала лауреатом II ступеню на Міжнародному фестивалі-конкурсі хореографічного мистецтва ім. Я. Чуперчука у рідному місті Львові!
У 2012 році (квітень) «Полуничка» знову взяла участь у Міжнародному фестивалі дитячої творчості у м. Фетхіє (Туреччина).
Влітку 2012 року під час проведення ЄВРО-2012 «Полуничка» була учасником культурної програми у фан зоні Львова.
У 2012 році (вересень) м була гостем справжнього старовинного сардинського весілля Antiko Spozalizio Selargino у м. Селарджіус (біля Кальярі, Італія).
У 2012 році (грудень) ансамбль знову відвідав з концертними виступами Санта-Клауса у його селі-резиденції біля м. Рованіємі (Фінляндія).
1 жовтня 2013 року «Полуничка» виборола Гран Прі дитячого фестивалю-конкурсу «Крок до зірок» м.Київ (Україна) - найпочесніший дитячий конкурс в Україні.

## Святкування 20-річчя

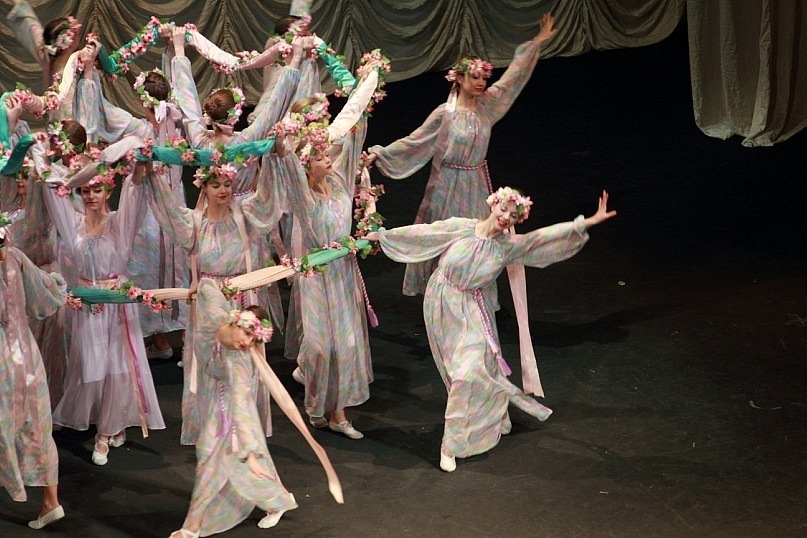
Звітний концерт до 20-річчя

У травні 2013 року «Полуничка» відсвяткувала своє 20-річчя у рідному місті і столиці з такою програмою:
1 травня
концерт «Полуничка» на Співочому полі в м. Києві
9-10 травня
вечорниці-привітання від батьків дітям «Полуничка», Міський палац культури ім. Гната Хоткевича
11 травня
бал випускників у Національному академічному українському драматичному театрі ім. М. Заньковецької, звітний концерт
12 травня
виступ «Полуничка» у рідному місті на площі перед Оперним театром
14 травня
творчий звіт «20-років на сцені» у Львівському театрі опери та балету ім. Соломії Крушельницької

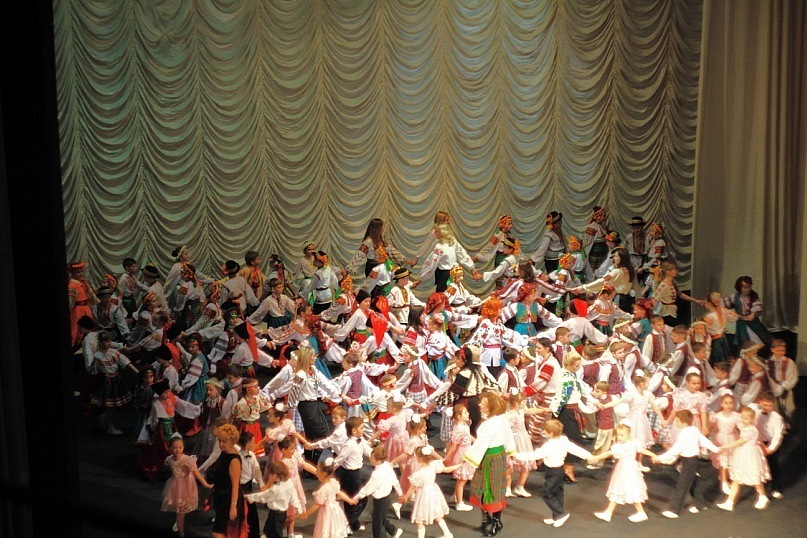
Звітний концерт до 20-річчя ансамблю

## Успіхи 2013 року

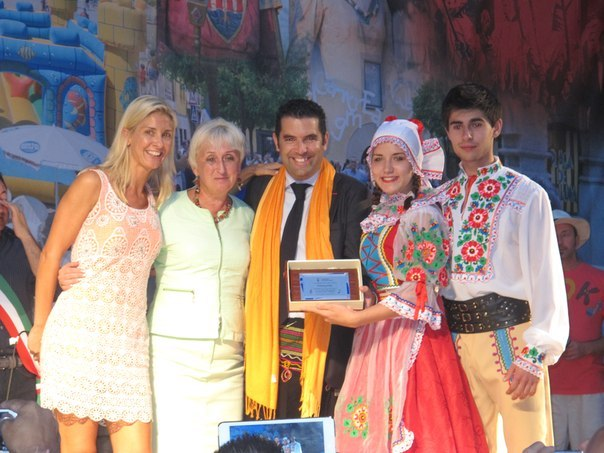
«Полуничка» отримала гран-прі в Іспанії

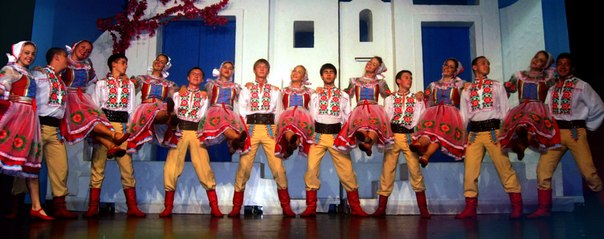
Концерт у Іспанії

Відсвяткувавши ювілей, в кінці травня 2013 року «Полуничка» була окрасою Міжнародного фестивалю танцю ULUSLARARASI BODRUM DANS FESTiVALi в м. Бодрумі (Туреччина).
У липні 2013 року «Полуничка» була учасником фестивалю української культури «EKOLOMYJA» [Архівовано 4 травня 2014 у Wayback Machine.] в містечку Гурово-Ілавецьке в Польщі.
24 серпня 2013 року у День Незалежності України «Полуничка» здобула Гран-Прі 5-го Всеукраїнського фестивалю-конкурсу мистецтв «Мелодії Підкаменя – 2013».
1 жовтня 2013 року «Полуничка» виборола Гран-Прі Всеукраїнського телевізійного дитячого фестивалю-конкурсу «Крок до зірок» м. Київ (Україна) – найпочеснішого дитячого конкурсу в Україні.
2 жовтня 2013 року «Полуничка» завоювала Гран-Прі Міжнародного фольклорного фестивалю в м. Пінеда де Мар (Каталонія, Іспанія).
Це три Гран-Прі за 3 місяці!!!
У листопаді 2013 року «Полуничка» виокремилась в громадське об'єднання «Народний дитячо-юнацький хореографічний ансамбль народного танцю «Полуничка».
3 грудня 2013 року у розпалі Української Революції Гідності «Полуничка» здійснила місію народної дипломатії у Берлін, де брала участь у телемості Берлін-Донецьк з виступом в офісі партії ХДС (CDU) і мала зустріч з Генеральним секретарем партії Германом Грьохе, про яку написано на його сторінці у фейсбуку. 5 грудня місія мала продовження виступом у парламенті землі Північний Рейн – Вестфалія (Дюсельдорф) на конференції «Нова освіта Європи».

## Успіхи 2014 року

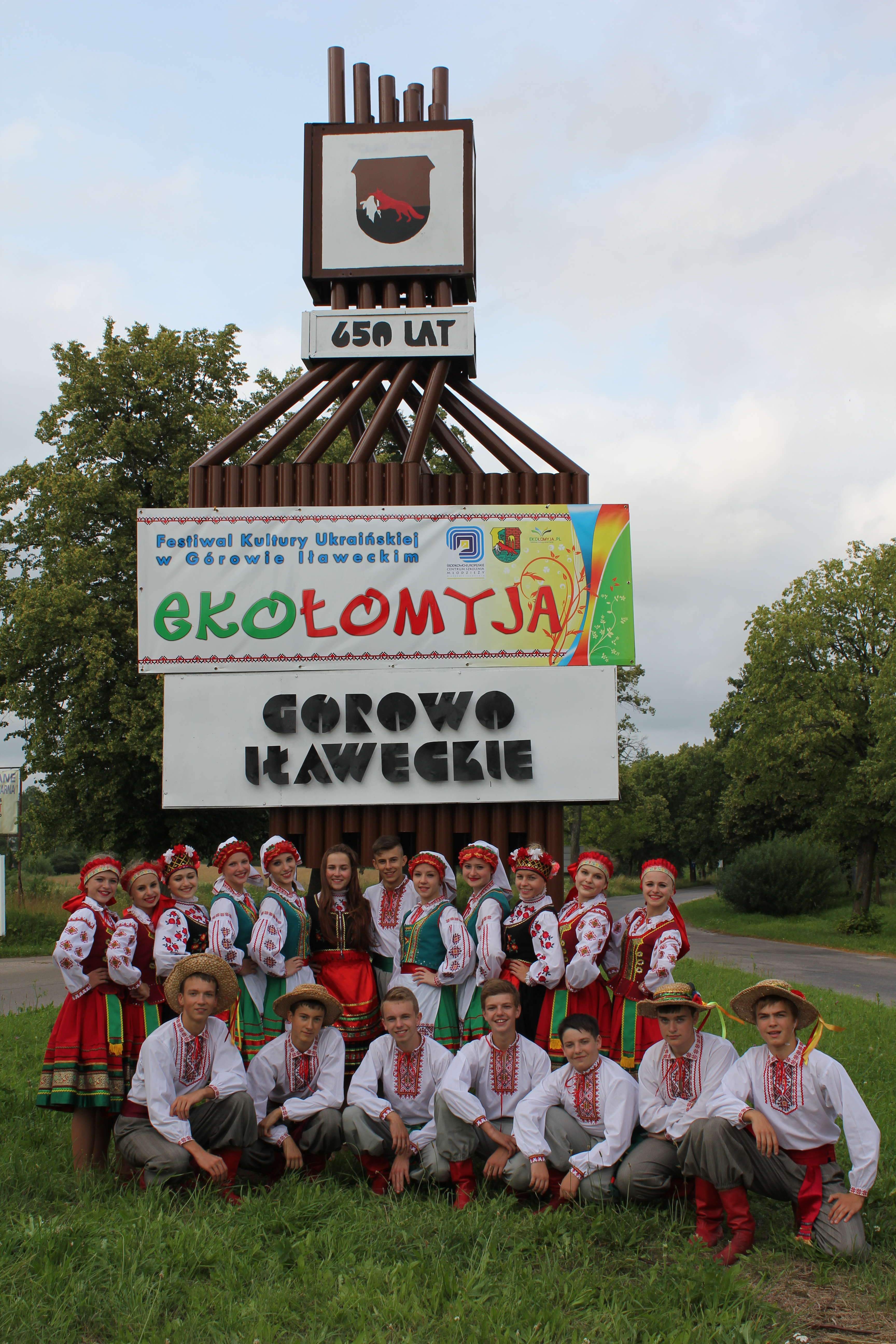
Фестиваль В Гурово Ілавецьке

У січні 2014 року «Полуничка» здобула 1-шу премію на фестивалі-конкурсі мистецтв для дітей та юнацтва «Різдвяні канікули » у рідному Львові.
28 квітня 2014 року на щорічному звітному концерті «Полуничка» підтвердила звання «Народний художній колектив», присвоєне у 2005 і відстояне у 2009 році. На цьому концерті відбувся випуск групи № 10 (2004-2014 рр.), які здобули Гран-Прі Всеукраїнського телевізійного дитячого фестивалю-конкурсу «Крок до зірок» (м. Київ) (ефір на 1-му Національному телеканалі, 20 квітня 2014 року, 13.45 год.).
Успіхи 2015 року
У 2015 році у День Незалежності України «Полуничка» здобула Гран-Прі 7-го Всеукраїнського фестивалю-конкурсу мистецтв «Мелодії Підкаменя – 2015».
У липні 2015 року «Полуничка» вже втретє була учасником фестивалю української культури «EKOLOMYJA» [Архівовано 4 травня 2014 у Wayback Machine.] в містечку Гурово-Ілавецьке в Польщі і познайомилась з Русланою.
У липні 2015 року «Полуничка» також брала участь у Міжнародному фольклорному фестивалі 5th International Folk Festival  “SUN” на озері Охрид (Македонія).
В цьому ж липні 2015 року «Полуничка» вже вдруге (вперше 2012) була учасником фестивалю української лемківської культури «Лемківська Ватра» [Архівовано 4 травня 2014 у Wayback Machine.] в містечку Ждиня в Польщі.
У серпні «Полуничка» виступала на Міжнародному фестивалі танцю в м.Ханіоті (Греція)
06 вересня 2015 року у м.Красічині (Польща) – «Полуничка» брала участь у флешмобі «Український гопак» - з найбільшою кількістю виконавців, який був зареєстрований у Книзі Рекордів Гіннеса.